# ディベート道場 思考と対話の稽古
『ディベート道場 思考と対話の稽古』（ディベートどうじょう しこうとたいわのけいこ）は、2017年に出版された田村洋一によるディベート指南書である。

## 概要
同書は、2017年8月1日にEvolvingより発売された、ディベート稽古を通じて思考力や意思決定力などを高めることを目的としたディベート指南書で、組織コンサルタントの田村洋一によって著されている。
同書は第1章の「ディベートとは何か」から第4章の「ディベートの構造を利用したコミュニケーション」までの4章や、日本におけるディベートの普及に尽力したディベーターとの対談などを含んでいる。

## 内容
組織コンサルタントの田村洋一が主催している「ディベート道場」で行われているディベート稽古を難しいディベートの理論を避けながらまとめ、パラダイムを変える思考や、構造化する思考、対案を考える思考など複数の思考力を鍛える方法を提示し、社会人の実生活においてコミュニケーションを取る上での知性や合理的意思決定力を磨き、ディベート的な思考力を身に付けるための方法を指南した書となっている。また、日本におけるディベートの普及に貢献したディベーターとの対談も収録されている。
前半では主にディベート未経験者などを対象としてディベートの全体像を提示し、練習方法やディベート的思考を用いたゲームなどを紹介している。また、後半では5人のディベート普及に尽力した人へのインタビューをもとに、ビジネスにおけるディベートの重要性を提示している。